# Putne
Putne (biał. Путна; ros. Путна) – wieś na Białorusi, w obwodzie grodzieńskim, w rejonie grodzieńskim, w sielsowiecie Kwasówka.
W dwudziestoleciu międzywojennym wieś leżała w Polsce, w województwie białostockim, w powiecie grodzieńskim, w gminie Hornica.
Według Powszechnego Spisu Ludności z 1921 roku wieś zamieszkiwało 166 osób, 164 było wyznania rzymskokatolickiego, 2 prawosławnego. Jednocześnie wszyscy mieszkańcy zadeklarowali polską przynależność narodową. Było tu 29 budynków mieszkalnych.
Z miejscowości pochodzili Kazimierz Szoka i Maria Szoka z domu Wolgat, rodzice kardynała Edmunda Szoka. Wieś leży na terenie rzymskokatolickiej parafii w Kopciówce. 